# Русија на Летњим олимпијским играма 1900.
Русија је учествовала на Летњим олимпијским играма одржаним 1900. године у Паризу, Француска. То је било њено прво учешће на Олимпијским играма.
Из Русије су учествовала укупно четири такмичара у два спорта и 4 различите дисциплине. На овим играма руски такмичари нису освојили ниједну медаљу.

## Резултати по дисциплинама

### Коњички спорт
Руски тим је имао два јахачи на првим Олимпијским коњичким такмичима.
| Дисциплина       | Место | Коњаник    | Резултат  |
| ---------------- | ----- | ---------- | --------- |
| Наградни скокови | 4-37  | Непознато  | Непознато |
| Скок увис        | 5-18  | Непознато  | Непознато |
| Скок удаљ        | 5-17  | Орлов      | Непознато |
| Скок удаљ        | 5-17  | де Пољаков | Непознато |

### Мачевање
За такмичење у мачевању Руси су послали тројицу такмичара, професионалаца. Учествовала су само двојица.. 
| Дисциплина             | Место | Такмичар       | 1 круг      | Четвртфинале | Репасаж      | Полуфинале           | Финале      |
| ---------------------- | ----- | -------------- | ----------- | ------------ | ------------ | -------------------- | ----------- |
| Сабља за проф. тренере | 5     | Јулијан Мишо   | 1-4 у групи | Није одржано | Није одржано | 2 место полуфинале Б | 5 место 3–4 |
| Сабља за проф. тренере | 7     | Петар Заковорт | 1-4 у групи | Није одржано | Није одржано | 3 место полуфинале Б | 7 место 2-5 |